# Алюторцы
Алюторцы (алютор. алутал'у) — этническая группа из числа официального списка коренных малочисленных народов Севера России. Живут на севере Камчатского края. Традиционный язык — алюторский, впоследствии перешли на русский. В основном считались субэтнической группой коряков. Этническое своеобразие алюторцев формировалось под значительным языковым и культурным влиянием коряков и эскимосов. Основные религии — шаманизм, культы предков, духов.

## Культура
Традиционное хозяйство алюторцев сочетало оленеводство с рыболовством и морским зверобойным промыслом. Рыболовством занимались в летнее время, с середины июня до середины сентября, а во время наибольшего хода рыбы переселялись на устья рек. Основная часть рыбного улова шла на юколу — основную пищу алюторцев — которой кормили также и собак, использовавшихся как ездовые животные. Морским промыслом занимались в весенний и осенний сезоны. Использовали мясо и жир морского зверя, употребляя в пищу либо сразу, либо делая из них запасы, жир мог служить для освещения. Продукты морской охоты обменивали на оленьи шкуры и мясо. С декабря по февраль охотились на пушного зверя. Занимались также мелкотабунным оленеводством.

## Утрата самосознания
В России по данным Всероссийской переписи населения 2020-2021 годов численность алюторцев составила 96 человек, в том числе в Камчатском крае — 88 человек. Среди алюторцев были даны следующие варианты ответов населения на вопрос о национальной принадлежности (при единственном или первом ответе): «нымыланы» — 79 человек, «намыланы» — 13 человек, «карагинцы» — 2 человека и собственно «алюторцы» — 2 человека.
По данным Всероссийской переписи населения 2002 алюторцы отдельно не выделялись и в основном включались в состав коряков, среди которых 3 человека себя самоидентифицировали как «алюторцы», ещё 3 человека — как «алутальу», 6 человек — как «олюторцы», то есть всего 12 алюторцев. Всероссийская перепись населения 2010 уже не упоминает алюторцев даже в качестве субэтноса. Алюторским языком по данным переписи 2002 владели 40 человек в России, в том числе 2 коряка в бывшем Корякском автономном округе Камчатского края. По итогам переписи 2010 года выявлено 25 носителей алюторского языка.